# ケプラー8b
ケプラー8bは、NASAの探査機ケプラーによって最初に発見された5個の太陽系外惑星のうちの1つである。ケプラー8の周りを公転しており、5つの中では最も表面温度が高い。